# حسین طوسی
حسین طوسی بوکسور اهل ایران بوده است.
وی در بازی‌های المپیک تابستانی ۱۹۴۸ در وزن ۷۳–۶۷ کیلوگرم (Middleweight) شرکت کرده است، طوسی در مرحله اول با پیروزی در برابر توره کارلسون بوکسور سوئدی به مرحله دوم صعود کرد اما در این مرحله با شکست در مقابل میک مک‌کئون ایرلندی از مسابقات حذف شد و رده نهم رده‌بندی کلی قرار گرفت.